# Парламентские выборы в Израиле (сентябрь 2019)
Парламентские выборы, которые досрочно прошли в Израиле 17 сентября 2019 года, на которых были избраны 120 депутатов в Кнессет 22-го созыва.
После состоявшихся 9 апреля парламентских выборов в Кнессет 21-го созыва, действующий и назначенный премьер-министром Биньямин Нетаньяху не смог сформировать правящую коалицию, что стало первым таким случаем в истории Израиля. 30 мая Кнессет проголосовал за самороспуск и проведение новых выборов, чтобы избежать назначения премьер-министром главы партии Кахоль-лаван Бени Ганца. Таким образом, промежуток между выборами в 21-й и 22-й созывы Кнессета стали самым коротким промежутком между выборами в законодательные органы Израиля.

## Предыстория
После окончания апрельских парламентских выборов глава партии Ликуд и действующий премьер-министр Биньямин Нетаньяху должен был до 29 мая сформировать правительство, включая двухнедельную отсрочку, предоставленную президентом Реувеном Ривлином. В случае, если к 29 мая коалиция не была бы сформирована, Ривлин должен был бы назначить нового премьер-министра, которым, предположительно, стал бы глава партии Кахоль-лаван Бени Ганц.
Переговоры между Нетаньяху и рядом потенциальных партнёров по коалиции зашли в тупик. Камнем преткновения при переговорах Нетаньяху и лидером партии Наш дом Израиль Авигдора Либермана было принятие законопроекта, против которого выступают партии харедим в его коалиции. Этот законопроект отменяет освобождение от военной службы для студентов иешив. Нетаньяху нужна была поддержка как партии Наш дом Израиль, так и «религиозных» партий, чтобы иметь достаточно мест для формирования большинства.
В качестве альтернативы Нетаньяху обратился к лейбористам с предложением о поддержке, однако они отвергли его предложения. Между тем, юридические проблемы Нетаньяху омрачили дальнейшие возможные переговоры о формировании коалиции, когда как партия Кахоль-лаван отказалась работать с ним.
29 мая Кнессет принял в первом чтении законопроект депутата Мики Зоара (Ликуд) о роспуске парламента и проведении досрочных выборов. Этот шаг должен был оказать дополнительное давление на партнёров Нетаньяху по коалиции, чтобы своевременно достичь соглашения, а также, в случае провала переговоров, предотвратить назначения Бени Ганца премьер-министром. Позднее в тот же день специальная комиссия по роспуску Кнессета во главе с Мики Зоаром утвердила законопроект для второго и третьего чтений.
Поздним вечером 29 мая было объявлено о провале переговоров. Ночью и утром 30 мая Кнессет принял во втором и третьем чтениях законопроект о роспуске парламента и проведении новых выборов 74 голосами против 45. Законопроект был поддержан партиями Ликуд, Наш дом Израиль и Шас, блоками Яхадут ха-Тора и Союз правых партий, а также Объединённым арабским списком и партией Хадаш. Депутаты остальных партий, присутствующих в Кнессете, выступили против (Кахоль-лаван, Авода и Мерец), кроме отсутствовавшего депутата от Кулану Рои Фолкмана.
Выборы прошли 17 сентября 2019 года.

## Избирательная система
120 мест в Кнессете избираются пропорционально по закрытому списку в едином общенациональном избирательном округе. Процентный барьер составляет 3,25 %. В большинстве случаев это подразумевает, что минимальный размер партийного представительства составляет 4 места, но математически партия может пройти избирательный порог и иметь только три места (поскольку 3,25 % из 120 членов = 3,9 членов).

### Соглашение о делении
Две партии могут заключить соглашение, которое позволит им бороться за оставшиеся места так, как если бы они были в одном списке. Метод Бадера-Офера непропорционально отдаёт предпочтение более крупным спискам, а это означает, что такой альянс с большей вероятностью получит оставшиеся места, чем списки составляющих его партий по отдельности. Если альянс получает оставшиеся места, расчёт Бадера-Офера затем применяется в частном порядке, чтобы определить, как места разделены между списками союзников.

## Список партий
В парламентских выборах в Кнессет 22-го созыва участвовали 32 списка. Выборы стали прецедентными по количеству созданных блоков.
- Ликуд
- Кахоль-лаван
- Ха-ямин ха-меухад
- Яхадут ха-Тора
- ШАС
- Наш дом Израиль
- Авода — Гешер[англ.]
- Ха-махане ха-демократи
- Оцма Йехудит

## Итоги выборов

В соответствии с официальными данными опубликованными Центральной избирательной комиссией в состав Кнессета 22 созыва вошли следующие партии:
- Кахоль-лаван — 33 мандата (апрель 2019 — 35)
- Ликуд — 31 мандата (35)
- Общий список (Блок ХАДАШ — ТААЛ — РААМ — Балад) — 13 мандатов (10)
- ШАС — 9 мандатов (8)
- Наш дом Израиль — 8 мандатов (5)
- Яхадут ха-Тора — 8 мандатов (8)
- Ихуд Мифлегот ха-Ямин — 7 мандатов (5)
- Авода — Гешер — 6 мандатов
- Мерец (Ха-махане ха-демократи) — 5 мандатов (5)

Прочие партии, участвовавшие в выборах, не преодолели электоральный барьер.
- Оцма Йехудит

| Кахоль-лаван                                    | 1,148,700 | 25.93 | 33 | ▼ 2 |  |  |  |  |  |  |  |  |
| Ликуд                                           | 1,111,535 | 25.09 | 31 | ▼ 4 |  |  |  |  |  |  |  |  |
| Общий список (Блок ХАДАШ — ТААЛ — РААМ — Балад) | 470,611   | 10.62 | 13 | ▲ 3 |  |  |  |  |  |  |  |  |
| ШАС                                             | 329,834   | 7.44  | 9  | ▲ 1 |  |  |  |  |  |  |  |  |
| Наш дом Израиль                                 | 309,688   | 6.99  | 8  | ▲ 3 |  |  |  |  |  |  |  |  |
| Яхадут ха-Тора                                  | 268,688   | 6.06  | 8  | ▬   |  |  |  |  |  |  |  |  |
| Ихуд Мифлегот ха-Ямин                           | 260,339   | 5.88  | 7  | ▲ 1 |  |  |  |  |  |  |  |  |
| Авода — Гешер                                   | 212,529   | 4.80  | 6  | ▬   |  |  |  |  |  |  |  |  |
| Мерец (Ха-махане ха-демократи)                  | 192,261   | 4.34  | 5  | ▲ 1 |  |  |  |  |  |  |  |  |
|                                                 |           |       |    |     |  |  |  |  |  |  |  |  |
| Оцма Йехудит                                    | 83,266    | 1.88  | 0  | ▬   |  |  |  |  |  |  |  |  |